# Julia Morley
Julia Evelyn Morley CBE (Londres, 25 de octubre de 1939) es una empresaria británica, trabajadora benéfica y exmodelo. Es la Presidenta de la Organización Miss Mundo que dirige el concurso anual Miss Mundo. Llamada comúnmente como "Queen Mother of Miss World". Es la viuda del fundador de Miss Mundo, Eric Morley, quien organizó desde el primer certamen en 1951 hasta su muerte en el año 2000.

## Biografía
Nacida en Londres, trabajó como modelo y conoció a Eric Morley, entonces director de Mecca Dancing, en una sala de baile en Leeds; la pareja se casó en 1960. Se convirtió en presidenta de Miss Mundo después de que su marido falleciera en el año 2000.
Como presidenta de Miss Mundo, introdujo lema del certamen 'Belleza con un Propósito', recaudando dinero para apoyar a niños enfermos y desfavorecidos. En 2009, Morley utilizó la inauguración del Miss World Festival para lanzar el Fondo Variety International Children's Fund con una cena benéfica que recaudó más de 400.000 dólares para proyectos nutricionales, educativos y médicos en Haití. Cuando Simon Cowell recibió el Premio Humanitario 2010 en la Conferencia Mundial de Variedades en Hollywood, comentó que Julia Morley debería estar recogiendo el premio en su lugar por su trabajo como humanitaria. Pocos meses después, la propia Julia Morley recibió el Premio Humanitario de Variety en Irlanda.
En 2013, mientras visitaba Haití con Miss Mundo 2013 Megan Young, Morley sufrió un grave accidente mientras visitaba un orfanato. Young solo recibió lesiones leves por la caída mientras que Morley sufrió una fractura de cadera.
Morley fue nombrado Comandante de la Orden del Imperio Británico (CBE) en los Honores de Cumpleaños de 2022 por sus servicios caritativos y voluntarios a personas desfavorecidas en el Reino Unido y en el extranjero. 